# Rolland Todd
Rolland Douglas Todd (Porterville, 26 aprile 1934) è un ex cestista e allenatore di pallacanestro statunitense, professionista nella ABL e nella NBA.

## Carriera
È stato il primo allenatore nella storia dei Portland Trail Blazers, nella stagione 1970-1971.